# مارتن بيدرسن (لاعب كريكت)
مارتن بيدرسن (24 مايو 1988 بسيسيميوت في جرينلاند - ) هو لاعب كريكت دانمركي. شارك مع منتخب الدنمارك الوطني للكريكت.

## وصلات خارجية
- مارتن بيدرسن على موقع إي آس بي آن كريك إنفو (الإنجليزية)